# Аларас
Аларас (ісп. Alaraz) — муніципалітет в Іспанії, у складі автономної спільноти Кастилія-і-Леон, у провінції Саламанка. Населення — 547 осіб (2010).
Муніципалітет розташований на відстані близько 140 км на захід від Мадрида, 40 км на південний схід від Саламанки.
На території муніципалітету розташовані такі населені пункти: (дані про населення за 2010 рік)
- Аларас: 541 особа
- Гарсігранде: 6 осіб

## Демографія
Динаміка населення (INE ):